# Fața Roșie
Fața Roșie – wieś w Rumunii, w okręgu Hunedoara, w gminie Bătrâna. W 2011 roku liczyła 22 mieszkańców.